# Bassingthorpe
Bassingthorpe est un village du Lincolnshire, en Angleterre.